# Otto Föllinger
Otto Föllinger (Hanau, 10 de outubro de 1924 — Karlsruhe, 18 de janeiro de 1999) foi um matemático e físico alemão.
Otto Föllinger nasceu em Hanau, filho de um engenheiro, e passou sua infância e tempo de escola em Dortmund, obtendo o Abitur em 1943. Estudou matemática e física na Universidade de Frankfurt, com doutorado em matemática em 1952. A partir de 1956 trabalhou na AEG. Após ter sido chamado em 1965 para dirigir o Instituto de Controle e Automação (em alemão:  Institut für Regelungs- und Steuerungssysteme (IRS)) da Faculdade de Eletrotécnica da Universidade de Karlsruhe, onde foi professor até aposentar-se em 1990. Paralelamente trabalhou para a FernUniversität Hagen.
Obteve reconhecimento e popularidade em sua área através de materiais pedagógicos e livros didáticos, que foram inovadores na língua alemã. Em especial seu livro de fundamentos sobre "técnicas de controle" (em alemão: Regelungstechnik) é um clássico. Alguns de seus alunos são atualmente professores em universidades da Alemanha, Egito, África do Sul e Estados Unidos. 

## Publicações selecionadas
- Otto Föllinger (1994). Regelungstechnik, Einführung in die Methoden und ihre Anwendung 8. ed. Heidelberg: Hüthig Verlag. ISBN 3-7785-2336-8
- Otto Föllinger (1994). Optimale Regelung und Steuerung 3. ed. München: Oldenbourg. ISBN 3-486-23116-2
- Otto Föllinger (1993). Lineare Abtastsysteme 5. ed. München: Oldenbourg. ISBN 3-486-22725-4
- Otto Föllinger (1998). Nichtlineare Regelungen, Bd. 1: Grundbegriffe, Anwendung der Zustandsebene, direkte Methode 8. ed. München: Oldenbourg. ISBN 3-486-24527-9
- Otto Föllinger (1993). Nichtlineare Regelungen, Bd. 2: Harmonische Balance, Popow- und Kreiskriterium, ... 7. ed. München: Oldenbourg. ISBN 3-486-22503-0
- Otto Föllinger (1993). Laplace- und Fourier-Transformation 6. ed. Heidelberg: Hüthig. ISBN 3-7785-2242-6